# FM-ligan i ishockey 2005/2006
FM-ligan i ishockey 2005–2006 var FM-ligans 31. säsong. HPK kammade hem mästerskapet, som var dess första.

## Grundserien
| Lag      | Matcher | Vinster | Vinster på övertid | Förluster på övertid | Förluster | Gjorda mål | Insläppta mål | Målskillnad | Poäng |
| -------- | ------- | ------- | ------------------ | -------------------- | --------- | ---------- | ------------- | ----------- | ----- |
| Kärpät   | 56      | 36      | 4                  | 6                    | 10        | 180        | 105           | +75         | 122   |
| HIFK     | 56      | 28      | 10                 | 4                    | 14        | 180        | 136           | +44         | 108   |
| HPK      | 56      | 28      | 4                  | 10                   | 14        | 174        | 136           | +38         | 102   |
| Tappara  | 56      | 28      | 5                  | 8                    | 15        | 157        | 129           | +28         | 102   |
| Ässät    | 56      | 27      | 6                  | 4                    | 19        | 145        | 123           | +22         | 97    |
| Ilves    | 56      | 23      | 9                  | 5                    | 19        | 144        | 139           | +5          | 92    |
| SaiPa    | 56      | 23      | 6                  | 6                    | 21        | 149        | 130           | +19         | 87    |
| Blues    | 56      | 23      | 4                  | 7                    | 22        | 152        | 135           | +17         | 84    |
| JYP      | 56      | 20      | 8                  | 7                    | 21        | 134        | 125           | +9          | 83    |
| TPS      | 56      | 14      | 11                 | 8                    | 23        | 119        | 135           | -16         | 72    |
| Jokerit  | 56      | 19      | 4                  | 4                    | 29        | 149        | 190           | -41         | 69    |
| Pelicans | 56      | 18      | 4                  | 5                    | 29        | 125        | 171           | -46         | 67    |
| Lukko    | 56      | 16      | 3                  | 5                    | 32        | 121        | 150           | -29         | 59    |
| KalPa    | 56      | 6       | 5                  | 4                    | 41        | 112        | 237           | -125        | 32    |

## Slutspelet
|  | Kvartsfinaler    | Kvartsfinaler    |                  |                 | Semifinaler    | Semifinaler |          |    | Final      | Final      |
|  | 0                | 0                | 0                | 0               | 0              | 0           | 0        | 0  | 0          | 0          |
|  | 23.3. - 1.4.2006 | 23.3. - 1.4.2006 | 0                | 0               |                |             | 0        | 0  |            |            |
|  | 23.3. - 1.4.2006 | 23.3. - 1.4.2006 | 0                | 0               |                |             | 0        | 0  |            |            |
|  | 0HIFK            | 04               | 0                | 0               |                |             | 0        | 0  |            |            |
|  | 0HIFK            | 04               | 0                | 0               | 5. - 13.4.2006 |             | 0        | 0  |            |            |
|  | 0SaiPa           | 02               | 0                | 0               |                |             | 0        | 0  |            |            |
|  | 0SaiPa           | 02               | 0                | 0               | 0HIFK          | 02          | 0        | 0  |            |            |
|  | 23. - 28.3.2006  |                  | 0                | 0               | 0HIFK          | 02          | 0        | 0  |            |            |
|  | 0                | 0HPK             | 0                | 03              | 0              |             |          | 0  |            |            |
|  | 0                | 0HPK             | 0                | 03              | 0              | 0HPK        | 04       | 0  |            |            |
|  | 0                |                  | 0                | 15. - 22.4.2006 | 0              | 0HPK        | 04       | 0  |            |            |
|  | 0                | 0Ilves           | 0                | 0               | 0              |             |          | 0  |            |            |
|  | 0                | 0Ilves           | 0                | 0               | 0              | 0HPK        | 03       | 0  |            |            |
|  | 0                | 23.3. - 1.4.2006 |                  | 0               | 0              | 0HPK        | 03       | 0  |            |            |
|  | 0                | 0                | 0Ässät           | 0               | 0              | 01          |          |    |            |            |
|  | 0                | 0                | 0Ässät           | 0               | 0              | 01          | 0Kärpät  | 04 |            |            |
|  | 0                | 0                | 5. - 11.4.2006   | 0               | 0              |             | 0Kärpät  | 04 |            |            |
|  | 0                | 0                | 0Blues           | 02              | 0              | 0           |          |    |            |            |
|  | 0                | 0                | 0Blues           | 02              | 0              | 0           | 0Kärpät  | 01 | Bronsmatch | Bronsmatch |
|  | 0                | 0                | 23.3. - 1.4.2006 |                 | 0              | 0           | 0Kärpät  | 01 | Bronsmatch | Bronsmatch |
|  | 0                | 0                | 0Ässät           | 03              | 0              | 0           |          |    |            |            |
|  | 0                | 0                | 0Ässät           | 03              | 0              | 0           | 0Tappara | 02 | 0Kärpät    | 01         |
|  | 0                | 0                |                  |                 | 0              | 0           | 0Tappara | 02 | 0Kärpät    | 01         |
|  | 0                | 0                | 0Ässät           | 04              | 0              | 0           | 0HIFK    | 0  |            |            |
|  | 0                | 0                | 0Ässät           | 04              | 0              | 0           | 0HIFK    | 0  |            |            |
|  |                  |                  |                  |                 |                |             |          |    | 16.4.2006  |            |
|  |                  |                  |                  |                 |                |             |          |    |            |            |

### Spelsätt
Slutspelet spelas så att de sex första är automatiskt kvalificerade till kvartsfinal och lagen på platserna 7-10 får kvala till en plats i kvartsfinalerns. Kvartsfinalerna spelas i bäst av 7 och de andra finalerna spelas i bäst av 5. Bronsmatchen är endast en match.

### Slutspelets kvalomgång
| SaiPa - TPS                              | SaiPa - TPS | SaiPa - TPS | SaiPa - TPS      |
| ---------------------------------------- | ----------- | ----------- | ---------------- |
| 18 mars                                  | SaiPa       | TPS         | 3-2              |
| 19 mars                                  | TPS         | SaiPa       | 2-3 sudden death |
| SaiPa till kvartsfinal med 2-0 i segrar. |             |             |                  |

| Blues - JYP                              | Blues - JYP | Blues - JYP | Blues - JYP |
| ---------------------------------------- | ----------- | ----------- | ----------- |
| 18 mars                                  | Blues       | JYP         | 3-4         |
| 19 mars                                  | JYP         | Blues       | 1-2         |
| 21 mars                                  | Blues       | JYP         | 3-2         |
| Blues till kvartsfinal med 2-1 i segrar. |             |             |             |

### Kvartsfinaler
| Kärpät - Blues                          | Kärpät - Blues | Kärpät - Blues | Kärpät - Blues   |
| --------------------------------------- | -------------- | -------------- | ---------------- |
| 23 mars                                 | Kärpät         | Blues          | 2-1 sudden death |
| 25 mars                                 | Blues          | Kärpät         | 1-4              |
| 27 mars                                 | Kärpät         | Blues          | 2-3              |
| 28 mars                                 | Blues          | Kärpät         | 1-2              |
| 30 mars                                 | Kärpät         | Blues          | 2-3 sudden death |
| 1 april                                 | Blues          | Kärpät         | 2-5              |
| Kärpät till semifinal med 4-2 i segrar. |                |                |                  |

| HIFK - SaiPa                          | HIFK - SaiPa | HIFK - SaiPa | HIFK - SaiPa     |
| ------------------------------------- | ------------ | ------------ | ---------------- |
| 23 mars                               | HIFK         | SaiPa        | 4-3 sudden death |
| 25 mars                               | SaiPa        | HIFK         | 1-2              |
| 27 mars                               | HIFK         | SaiPa        | 4-3              |
| 28 mars                               | SaiPa        | HIFK         | 3-2              |
| 30 mars                               | HIFK         | SaiPa        | 2-5              |
| 1 april                               | SaiPa        | HIFK         | 1-2 sudden death |
| HIFK till semifinal med 4-2 i segrar. |              |              |                  |

| HPK - Ilves                          | HPK - Ilves | HPK - Ilves | HPK - Ilves      |
| ------------------------------------ | ----------- | ----------- | ---------------- |
| 23 mars                              | HPK         | Ilves       | 4-2              |
| 25 mars                              | Ilves       | HPK         | 1-2 sudden death |
| 27 mars                              | HPK         | Ilves       | 4-2              |
| 28 mars                              | Ilves       | HPK         | 0-1              |
| HPK till semifinal med 4-0 i segrar. |             |             |                  |

| Tappara - Ässät                        | Tappara - Ässät | Tappara - Ässät | Tappara - Ässät  |
| -------------------------------------- | --------------- | --------------- | ---------------- |
| 23 mars                                | Tappara         | Ässät           | 3-2              |
| 25 mars                                | Ässät           | Tappara         | 3-1              |
| 27 mars                                | Tappara         | Ässät           | 5-2              |
| 28 mars                                | Ässät           | Tappara         | 5-2              |
| 30 mars                                | Tappara         | Ässät           | 2-3 sudden death |
| 1 april                                | Ässät           | Tappara         | 3-2              |
| Ässät till semifinal med 2-4 i segrar. |                 |                 |                  |

### Semifinaler
| Kärpät - Ässät                     | Kärpät - Ässät | Kärpät - Ässät | Kärpät - Ässät |
| ---------------------------------- | -------------- | -------------- | -------------- |
| 5 april                            | Kärpät         | Ässät          | 1-3            |
| 7 april                            | Ässät          | Kärpät         | 3-1            |
| 8 april                            | Kärpät         | Ässät          | 6-3            |
| 11 april                           | Ässät          | Kärpät         | 4-3            |
| Ässät till final med 1-3 i segrar. |                |                |                |

| HIFK - HPK                       | HIFK - HPK | HIFK - HPK | HIFK - HPK       |
| -------------------------------- | ---------- | ---------- | ---------------- |
| 5 april                          | HIFK       | HPK        | 5-2              |
| 7 april                          | HPK        | HIFK       | 2-1 sudden death |
| 8 april                          | HIFK       | HPK        | 5-4 sudden death |
| 11 april                         | HPK        | HIFK       | 4-0              |
| 13 april                         | HIFK       | HPK        | 0-1              |
| HPK till final med 2-3 i segrar. |            |            |                  |

### Bronsmatch
| Kärpät - HIFK        | Kärpät - HIFK | Kärpät - HIFK | Kärpät - HIFK |
| -------------------- | ------------- | ------------- | ------------- |
| 16 april             | Kärpät        | HIFK          | 6-2           |
| Kärpät vann bronset. |               |               |               |

### Final
| HPK - Ässät                             | HPK - Ässät | HPK - Ässät | HPK - Ässät      |
| --------------------------------------- | ----------- | ----------- | ---------------- |
| 15 april                                | HPK         | Ässät       | 1-0              |
| 18 april                                | Ässät       | HPK         | 5-4 sudden death |
| 20 april                                | HPK         | Ässät       | 5-3              |
| 22 april                                | Ässät       | HPK         | 1-4              |
| HPK vann mästerskapet med 3-1 i segrar. |             |             |                  |